# Kola (Mali)
Pour les articles homonymes, voir Kola.
Kola est une commune rurale du Mali de l'arrondissement central de Bougouni, dans le cercle de Bougouni et la région de Bougouni, elle a pour chef-lieu la localité de Kola-Sokoro.

## Villages
La commune s'étend sur 9 localités relevées lors du recensement général de 2009. 
Les villages les plus peuplés sont :
- Kle Sokoro (1 173 habitants)
- Djoutiebougou (1 124 habitants)
- Faraba (772 habitants)